# Benjamin Harvey
Pour les articles homonymes, voir Harvey.
Benjamin Harvey, né le 12 juin 1990, est un coureur cycliste australien, évoluant à la fois sur route et sur piste.

## Biographie
Il remporte le Tour de Polynésie en 2013 puis en 2014, avec en prime trois victoires d'étape. 
En fin d'année 2017, il obtient une médaille de bronze en omnium aux championnats d'Océanie sur piste.

## Palmarès sur route
- 2013
  - Tour de Polynésie
- 2014
  - Tour de Polynésie :
    - Classement général
    - 3 étapes
- 2015
  - Gunnedah to Tamworth

## Palmarès sur piste

### Championnats d'Océanie
| Édition / Épreuve | Poursuite individuelle | Poursuite par équipes | Omnium |
| Adélaïde 2014     |                        | Bronze                |        |
| Cambridge 2017    |                        |                       | Bronze |
| Adélaïde 2018     | Bronze                 | Argent                |        |

### Championnats d'Australie
- 2010
  - 3e de la poursuite par équipes
- 2011
  - 3e de l'omnium
- 2013
  - 2e de la poursuite par équipes
- 2014
  - 2e de la poursuite par équipes
  - 3e de la poursuite
- 2017
  - 3e de la poursuite par équipes